# La vie est belle (chanson de Nassi)
Pour les articles homonymes, voir La vie est belle.
La vie est belle est une chanson de Nassi sortie en 2017. Elle reçoit un disque d'or.
Le clip a été chorégraphié par Sabrina Lonis (Professeur, Chorégraphe et Danseuse). La danseuse principale est Albane Hurtaud (qui avait 11 ans lors du clip).

## Classement
| Classement (2017-18)            | Meilleure position |
| ------------------------------- | ------------------ |
| Belgique (Wallonie Ultratip 50) | 6                  |
| France (SNEP)                   | 30                 |

## Certification
| Pays   | Organisme | Certification | Seuil                            |
| ------ | --------- | ------------- | -------------------------------- |
| France | SNEP      | Or            | 10 millions d'équivalent streams |